# Manfred Schiedhelm
Manfred Schiedhelm (* 5. März 1934 in Worms; † 9. August 2011 in Berlin) war ein deutscher Architekt und Hochschullehrer.

## Leben
Manfred Schiedhelm studierte von 1954 bis 1958 Architektur an der Technischen Hochschule Darmstadt. Nach der bestandenen Diplom-Hauptprüfung arbeitete er zunächst bei Heinrich Bartmann in Darmstadt und Marcel Lods in Paris. 1962 begann die Zusammenarbeit mit den Architekten Candilis-Josic-Woods, ab 1966 als deren gleichberechtigter Partner. In dieser Position realisierte er für das Büro den Gebäudekomplex Rost- und Silberlaube der Freien Universität Berlin, der als eines der wichtigsten Beispiele des Strukturalismus in Europa gilt.
Ab 1968 arbeitete Schiedhelm dann als selbständiger Architekt. Bereits mit seinem frühen Wettbewerbsentwurf für das Centre Pompidou in Paris, mit dem er gegen prominente Konkurrenz den zweiten Preis erreichte, gelang ihm 1971 in der Fachwelt „international der Durchbruch“. Als Mitglied der Architektengruppe Team 10 organisierte er deren Treffen 1973 in Berlin und nahm dann regelmäßig an den Zusammenkünften teil. Gastprofessuren führten ihn Mitte der 1970er Jahre an die Harvard University und die University of California, Los Angeles (UCLA). Dort gründete er 1978 mit Karen Axelrad-Schiedhelm eine Bürogemeinschaft, die beide dann in Berlin als Schiedhelm und Partner Architekten bis zu seinem Tod weiterführten. Er wurde weiterhin an verschiedene europäische Hochschulen eingeladen (Technische Universität Wien, Kunstakademie München, Technische Universität Glasgow, Technische Universität Budapest) und war zwischen 1987 und 1999 Professor für Baukonstruktion an der Architekturfakultät der Technischen Universität Braunschweig.
Schiedhelms architektonisches Werk umfasst vor allem Hochschul- und Wohnbauten in Berlin. Mindestens den gleichen Stellenwert haben jedoch seine nicht realisierten Wettbewerbsentwürfe und Projektstudien ab Mitte der 1960er Jahre: anfangs pneumatische und mobile Leichtbaukonstruktionen, später strukturalistische Großformen, die durch Experimentierfreude und spielerische Innovationen geprägt waren. In seinen letzten Lebensjahren war er zunehmend als Zeitzeuge bzw. Mitglied des Team 10 gefragt, dabei war das Interesse international sehr viel größer als innerhalb Deutschlands. Der Nachlass von Manfred Schiedhelm befindet sich in der Architektursammlung der Berlinischen Galerie.

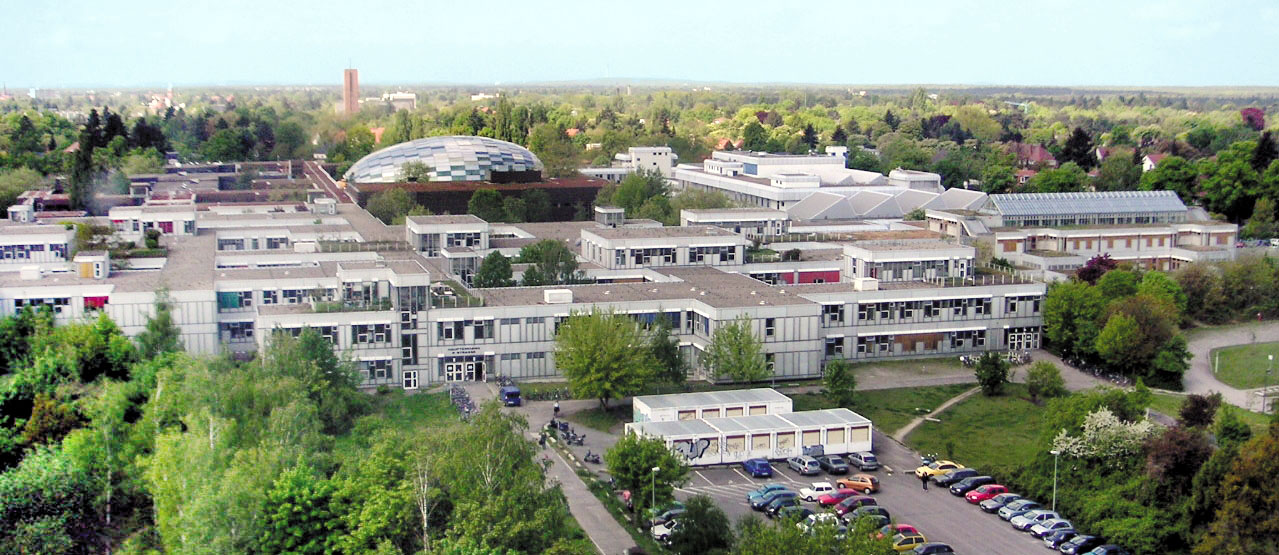
Institutsbauten der FU Berlin, Candilis-Josic-Woods-Schiedhelm, 1967–1979

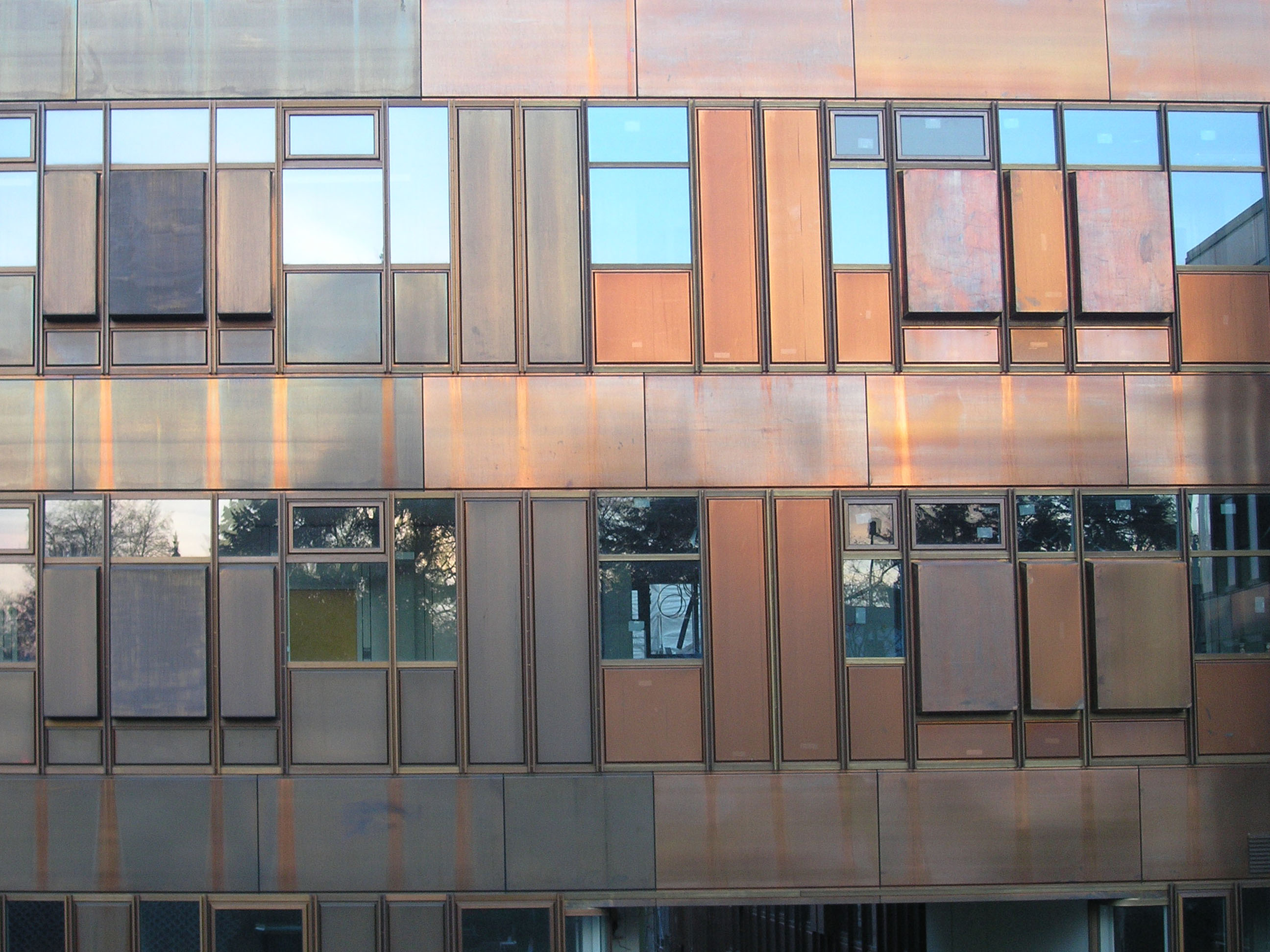
Fassade der „Rostlaube“

## Bauten
- 1967–1972: Geisteswissenschaftliche Institute der Freien Universität Berlin, 1. Bauabschnitt (sogenannte „Rostlaube“)
- 1972–1979: Geisteswissenschaftliche Institute der Freien Universität Berlin, 2. Bauabschnitt (sogenannte „Silberlaube“)[1]
- 1980–1984: Bibliothek für Erziehungswissenschaften der Freien Universität Berlin
- 1981: Wohnhäuser Swinemünder Straße 48–54, Sanierungsgebiet Brunnenstraße, Berlin-Wedding (mit Karen Axelrad)[6]
- 1981–1983: Wohnhäuser im Stadthausquartier Lützowstraße in Berlin-Tiergarten, im Rahmen der IBA 1987 (mit Karen Axelrad)[7]
- 1983–1984: Energiesparhaus am Lützowufer in Berlin-Tiergarten, im Rahmen der IBA 1987 (mit Karen Axelrad)[8]
- 1993–1996: Wohnbebauung an der Nordstrander Straße in Wiesbaden-Sauerland
- 1993–1998: Wohnbebauung an der Pankgrafenstraße in Berlin-Pankow
- 1995–1997: Wohnbebauung Staakener Feld, Richard-Münch-Straße 11–23 in Berlin-Spandau[9]
- 1988–2002: Sanierung der Chemiegebäude der Technischen Universität Berlin

## Auszeichnungen
- 1986: Deutscher Kritikerpreis (Architektur) des Verbandes der deutschen Kritiker e.V.

## Schriften
- Mobilhaus. Maison mobile. Mobile house. In: Bauen + Wohnen. Band 26, Nr. 4, 1972 (Raumzellen – Bausysteme), Seite 191. doi:10.5169/seals-334374
- Werkbericht. In: Peter P. Schweger (Hrsg.): Architekturkonzepte der Gegenwart. Architekten berichten. Kohlhammer, Stuttgart 1983, ISBN 3-17-008115-2, S. 186–190.
- Ideen für eine Stadt von heute. Ein Stadtbausystem. In: Deutsche Bauzeitung. Nr. 7, 1970, S. 482–488.
- (mit Jean Prouvé): Institutsbauten der Freien Universität Berlin. Ein Zwischenbericht, In: Bauwelt. Nr. 47, 1968, S. 1499–1507.
- Zeichen der Veränderung. Alte Erkenntnisse und neue Wege zur Schaffung einer lebenswerten Umwelt. In: Deutsche Bauzeitung. Nr. 3, 1976, S. 21–27.